# سلمانة
توجد بلدية سلمانة بدائرة مسعد ولاية الجلفة تحدها شمالا بلدية حاسي بحبح وشرقا بلدية الجلفة وغربا بلدية عين الساورة وهي بلدية تعدادها السكاني حوالي 25000 مواطن يمارس رعي الماعز والإبل 